# 在日朝鮮民主青年同盟
在日朝鮮民主青年同盟（ざいにちちょうせんみんしゅせいねんどうめい、재일조선민주청년동맹）は、在日朝鮮人によって1947年に結成された青年組織である。略称は「民青（みんせい、민청）」。1949年に解散し、その後在日朝鮮民主愛国青年同盟（民愛青）が結成され、現在は在日本朝鮮青年同盟（朝青）という組織で活動が継続されている。

## 概要

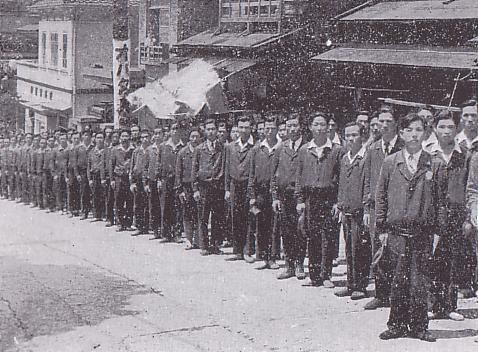
在日本朝鮮人連盟の自治隊

終戦直後の朝鮮人には自分達は「解放国民」であり、「敗戦国」「四等国」の日本の警察権力に従う必要はないという意識があった。当初、朝鮮人に対する刑事裁判権が不明確であったため、警察は朝鮮人を取り締まることができなかった。そして朝鮮人自身が同胞を取り締まるという名目で「自治隊」と称する私設警察を組織した（これらの名称の他に「保安隊」や「自衛隊」や「警備隊」とも名乗っていた）。しかし、同胞の不法行為を取り締まるどころか、率先して不法行為を援護したり、不法監禁なども行う始末であった。
GHQ当局も、これらの行動を座視できず、1946年2月に覚書「刑事裁判権の行使に関する件」を発令し、在日朝鮮人は日本の刑事裁判権に服するように命じた。しかし、全く反省が見られなかったため、4月に「自治隊」の解散命令が出た。
在日本朝鮮人連盟（朝連）では、従来の「自治隊」に代わる新たな共産主義青年組織を設けることになり、1947年3月6日に「在日朝鮮民主青年同盟」が結成された。本部は、朝連が不法占拠した旧朝鮮総督府東京事務所に設けられた。
1949年9月8日、民青は朝連とともに団体等規正令によって解散させられた。